# Elecciones presidenciales de Cabo Verde de 1996
Las elecciones presidenciales de Cabo Verde de 1996 tuvieron lugar el domingo 18 de febrero del mencionado año con el objetivo de renovar la presidencia de la República para el período 1996-2001. Fueron las segundas elecciones presidenciales desde la instauración de la presidencia electa, y el advenimiento de la democracia multipartidista en el país. El presidente en ejercicio, António Mascarenhas Monteiro, del oficialista Movimiento para la Democracia (MpD), buscó la reelección para un segundo y último mandato.
Inicialmente, el Partido Africano de la Independencia de Cabo Verde (PAICV) consideró apoyar la candidatura de su líder, Pedro Pires. Sin embargo, el preludio de las elecciones estuvo signado por dos contundentes derrotas electorales para el partido, en los comicios parlamentarios de 1995, y los municipales de enero. Debido a esto, el PAICV optó por abstenerse ante sus escasas posibilidades de triunfo. Los restantes partidos políticos: la Unión Caboverdiana Independiente y Democrática (UCID), el Partido de la Convergencia Democrática (PCD) y el Partido Social Demócrata (PSD), hicieron lo propio o apoyaron la reelección de Monteiro. Debido a que solo un candidato disputó la elección, los comicios se transformaron en un referéndum sobre la candidatura de Monteiro, en el que los votantes debían votar entre un "Sí" y un "No".
Al no existir un movimiento partidario o independiente importante en contra de la reelección de Monteiro, este obtuvo una victoria casi unánime, del 92,06% de los votos, mientras que solo el 7,94% de los que sufragaron lo hicieron por el No. La participación fue sumamente baja, de solo el 43,53% del electorado registrado. El "Sí" se impuso en todo el país y entre los votantes en el extranjero. Monteiro asumió su segundo mandato el 22 de marzo de 1996.

## Sistema electoral
Las elecciones se realizaron bajo la constitución del 6 de septiembre de 1992 y la Ley Electoral del 30 de diciembre de 1994. Bajo dicha legislación, el presidente de la República de Cabo Verde es elegido en forma directa por la ciudadanía caboverdiana y los votantes en el extranjero para un mandato de cinco años, con posibilidad de una sola reelección, por medio de escrutinio mayoritario uninominal, con todo el territorio del país contando como un único distrito, y mediante el sistema de segunda vuelta electoral, que estipula que el presidente debe obtener mayoría absoluta de votos para resultar electo. Caso contrario, se realizara un desempate entre los dos candidatos más votados. Al igual que en los comicios parlamentarios, se permite la participación de los caboverdianos residentes en el extranjeros, conocidos como «la diáspora», pero con algunas restricciones. El voto en el extranjero se cuenta de modo que el total de los votos de quienes sufragan en la diáspora: "no puede representar más de un quinto del total de votos emitidos en el territorio nacional. Si el número total de votos de los electores registrados en el extranjero excede ese límite, se convierten a un número igual al del límite y el número de votos emitidos en el extranjero para cada candidato se ajusta proporcionalmente".
Las candidaturas presidenciales se consideran «candidaturas ciudadanas» o «independientes», y es el único cargo estatal de Cabo Verde para el cual no es necesario que los candidatos sean apoyados por partidos políticos o los llamados grupos independientes. Sin embargo, no hay regulaciones que restrinjan la participación partidista en los comicios, y desde la instauración de la presidencia electa en adelante, todos los presidentes caboverdianos provendrían del bipartidismo.

## Resultados

### Nivel nacional
|  | 92.06 % |

|  | 7.94 % |

|  | 97.91 % |

|  | 0.74 % |

|  | 1.35 % |

|  | 100.00 % |

|  | 43.53 % |

### Vencedor por municipio
| Isla           | A favor | A favor | En contra | En contra |        | Votos válidos | Votos válidos | Blancos | Blancos | Nulos | Nulos  | Participación | Participación | Registrados |
| Isla           | Votos   | %       | Votos     | %         |        | Votos válidos | Votos válidos | Blancos | Blancos | Nulos | Nulos  | Participación | Participación | Registrados |
| Paul           | 1.666   | 93,07%  | 124       | 6,93%     | 1.790  | 97,60%        | 9             | 0,49%   | 35      | 1,91% | 1.834  | 44,62%        | 4.110         |             |
| Ribeira Grande | 4.379   | 89,25%  | 571       | 10,75%    | 5.310  | 97,52%        | 37            | 0,68%   | 98      | 1,80% | 5.445  | 49,12%        | 11.084        |             |
| Porto Novo     | 3.885   | 94,46%  | 228       | 5,54%     | 4.113  | 97,62%        | 26            | 0,62%   | 74      | 1.76% | 4.213  | 51,09%        | 8.247         |             |
| São Vicente    | 8.375   | 86,32%  | 1.327     | 13,68%    | 9.702  | 97,99%        | 91            | 0,92%   | 108     | 1,09% | 9.901  | 30.20%        | 32.783        |             |
| São Nicolau    | 2.853   | 94,19%  | 176       | 5,81%     | 3.029  | 96,31%        | 46            | 1,46%   | 70      | 2,23% | 3.145  | 41,67%        | 7.548         |             |
| Sal            | 1.533   | 84,65%  | 278       | 15,35%    | 1.811  | 97,00%        | 36            | 1,93%   | 20      | 1,07% | 1.867  | 33,64%        | 5.550         |             |
| Boa Vista      | 757     | 91,65%  | 69        | 8,35%     | 826    | 96,83%        | 10            | 1,17%   | 17      | 2,00% | 853    | 42,12%        | 2.025         |             |
| Maio           | 1.452   | 97,06%  | 44        | 2,94%     | 1.536  | 97,40%        | 6             | 0,39%   | 34      | 2,21% | 1.536  | 56,00%        | 2.743         |             |
| Praia          | 19.087  | 90,98%  | 1.893     | 9,02%     | 20.980 | 98,22%        | 161           | 0,75%   | 219     | 1,03% | 21.360 | 51,79%        | 41.240        |             |
| São Domingos   | 3.627   | 96,26%  | 141       | 3,74%     | 3.768  | 98,38%        | 15            | 0,39%   | 47      | 1,23% | 3.830  | 65,31%        | 5.864         |             |
| Santa Cruz     | 7.888   | 97,15%  | 231       | 2,85%     | 8.119  | 98,59%        | 31            | 0,38%   | 85      | 1,03% | 8.235  | 63,32%        | 13.005        |             |
| Santa Catarina | 9.828   | 97,41%  | 261       | 2,59%     | 10.089 | 98,57%        | 41            | 0,40%   | 105     | 1,03% | 10.235 | 49,99%        | 20.475        |             |
| Tarrafal       | 5.369   | 96,67%  | 185       | 3,33%     | 5.554  | 98,60%        | 14            | 0,25%   | 65      | 1,15% | 5.633  | 42,04%        | 13.398        |             |
| São Filipe     | 3.085   | 77,63%  | 889       | 22,37%    | 3.974  | 96,48%        | 35            | 0,85%   | 110     | 2,67% | 4.119  | 34,31%        | 12.004        |             |
| Mosteiros      | 1.984   | 92,71%  | 156       | 7,29%     | 2.140  | 97,27%        | 20            | 0,91%   | 40      | 1,82% | 2.200  | 50,23%        | 4.380         |             |
| Brava          | 1.312   | 93,31%  | 94        | 6,69%     | 1.406  | 97,03%        | 20            | 1,38%   | 23      | 1,59% | 1.449  | 43,42%        | 3.337         |             |
| África         | 2.213   | 94,53%  | 128       | 5,47%     | 2.341  | 96,94%        | 38            | 1,57%   | 36      | 1,49% | 2.415  | 54,65%        | 4.419         |             |
| América        | 742     | 90,16%  | 81        | 9,84%     | 823    | 98,21%        | 9             | 1,07%   | 6       | 0,73% | 838    | 13.80%        | 6.072         |             |
| Europa         | 886     | 86,69%  | 136       | 13,31%    | 1.022  | 95,60%        | 26            | 2,43%   | 21      | 1,96% | 1.069  | 12,06%        | 8.862         |             |
| Total          | 81.281  | 92,06%  | 7.012     | 7,94%     | 88.293 | 97,91%        | 671           | 0,74%   | 1.213   | 1,35% | 90.177 | 43,53%        | 207.146       |             |